# 阿斯通
阿斯通（法語：Aston，法語發音：[astɔ̃]）是法国阿列日省的一个市镇，属于富瓦区。

## 地理
阿斯通（42°46'29"N, 1°40'24"E）面积153.8 平方千米，位于法国奧克西塔尼大區阿列日省，该省份为法国西南部内陆省份，西部和北部与上加龙省接壤，东临奥德省，东南至东比利牛斯省接壤，南与安道尔和西班牙接壤。
与阿斯通接壤的市镇（或旧市镇、城区）包括：阿尔比耶斯、凡尔登堡、热斯蒂耶斯、拉尔卡、拉叙尔、吕兹纳克、梅朗斯莱瓦尔斯、米格洛、佩什、萨维尼亚克-莱索尔莫、奥尔迪诺、卡尼略。

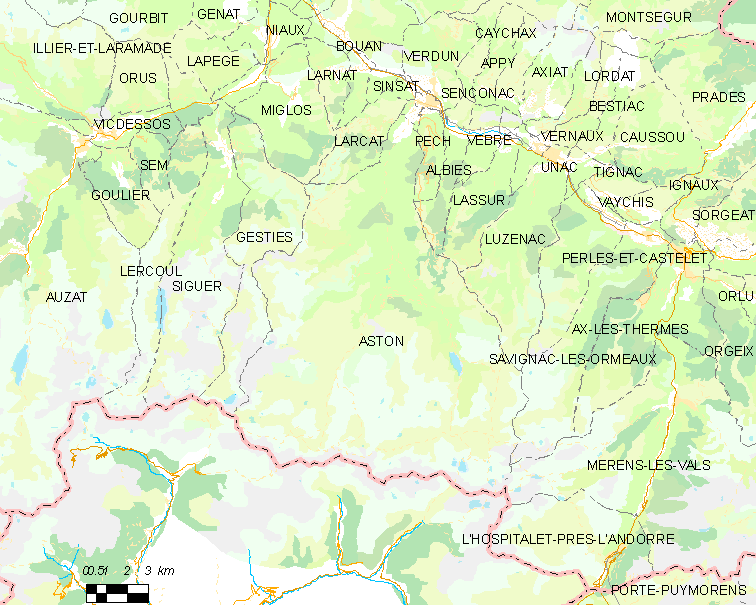
阿斯通的OSM定位图

阿斯通的时区为UTC+01:00、UTC+02:00（夏令时）。

## 行政
阿斯通的邮政编码为09310，INSEE市镇编码为09024。

## 政治
阿斯通所属的省级选区为上阿列日县。

## 人口

1962-2008年间阿斯通人口变化图示

阿斯通于2022年1月1日时的人口数量为193人。